# Cola animal

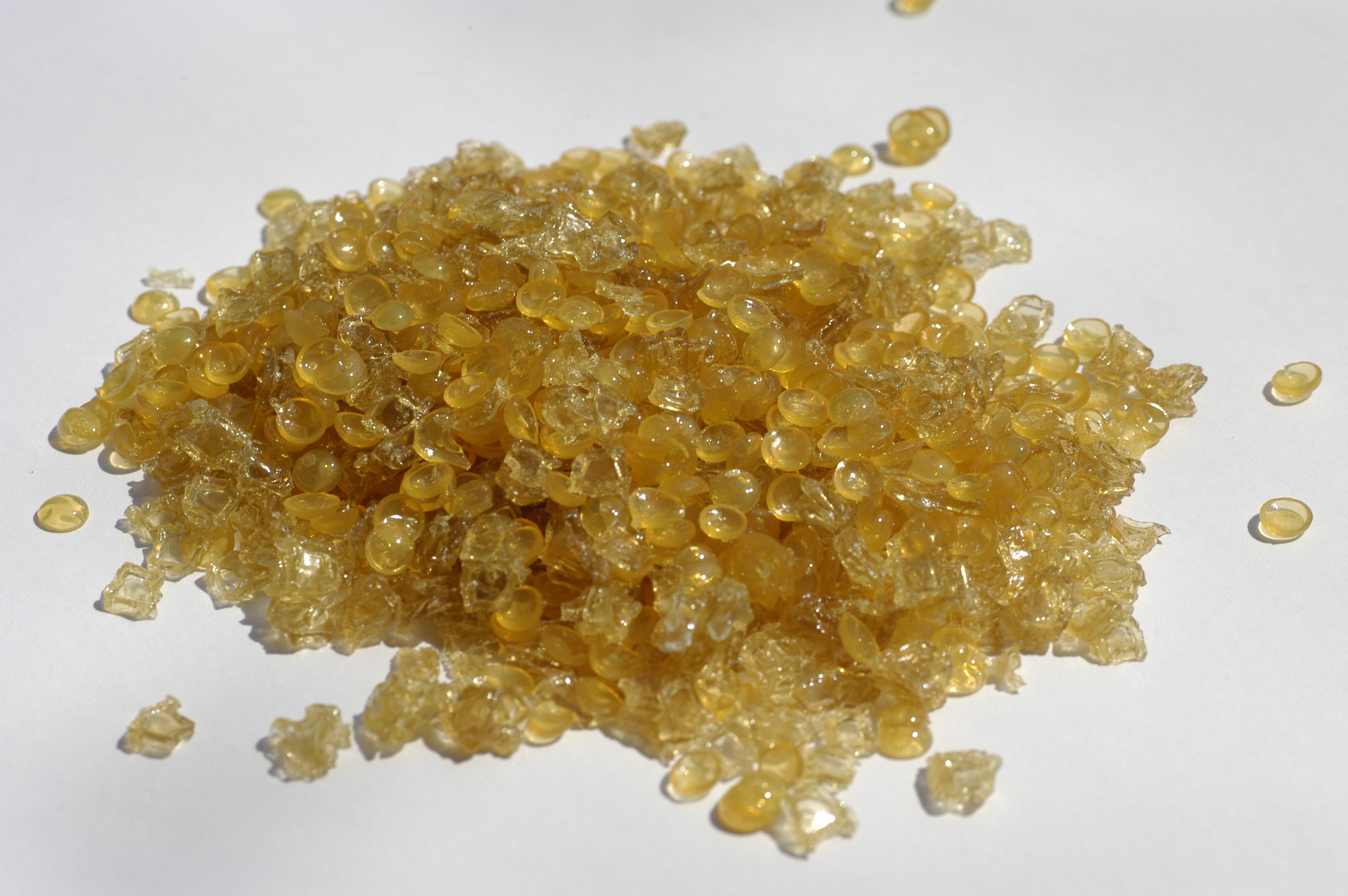
Cola animal granulada

Una cola animal és un adhesiu natural obtingut mitjançant el processament de teixits conjuntius obtinguts de diverses parts d'alguns animals.
Els materials de partida són sotmesos a una ebullició prolongada en aigua. Així es provoca la hidròlisi del col·lagen contingut en les pells, ossos, tendons i altres parts processades, adequades per a la fabricació de cola.
Les coles animals són conegudes des dels inicis de la civilització. I, per algunes qualitats, encara es fan servir en l'actualitat.
Les coles tradicionals eren productes artesans. La seva fabricació, denominació i algunes de les suposades propietats, anaven sovint acompanyades de creences infundades i supersticioses.

## Història
Hi ha troballes arqueològiques que confirmen l'ús de coles animals en el Neolític.
Els egipcis de l'Imperi Nou, en la tomba de Hatxepsut per exemple, coneixien i usaven coles animals.
Plini el Vell va descriure dues coles animals: La “taurokolla” i la “ichthykolla”. I el nom de l'ofici de l'artesà que fabricava cola: "Kollepsos".
- La "taurokolla" (en grec) o "glutinum taurinum" (en llatí) s'obtenia a partir de les orelles i els genitals dels toros.[8][9]

Durant l'Imperi Romà la cola animal fou usada a bastament. Per exemple, Polibi descrigué la construcció de l'escut d'un soldat romà: fet de dues pells unides amb cola animal.
A l'Edat Mitjana la cola animal es va emprar amb profusió. Per a unir peces de fusta, per a relligar llibres i en pintures al fresc o sobre tela.
- De l'any 1431 hi ha un tractat de Jeahn le Begue que esmenta la cola diverses vegades.[12]

La fabricació industrial de coles animals va començar als Països Baixos cap al 1690, al Regne Unit cap al 1700 i als Estats Units d'América en el 1808.
A la Catalunya actual hi ha, almenys, un fabricant de coles animals i gelatines.

## Terminologia
Les coles animals abarquen un període molt llarg i, per tant, diverses cultures i països. En alguns casos no hi traducció exacta d'una mena de cola existent en un idioma, en una altra o altres llengües.

### Les coles en anglès
- Animal glue
- Singlass glue
- Hide glue, Scotch glue
- Hoof glue
- Rabbit-skin glue

### Les coles en francès
- Colle-forte
- Colle dite de Flandre
- Grosse colle, dite d'Anglaterre
- Colle à bouche
- Colle de pieds de veau
- Colle de Gant et de parchemin
- Colle de poisson.
- Colle de Cologne.[14]

### Les coles en italià
- Colla d'ossa a caldo, colla garavella, colla animale, colla da falegname, colla a caldo, colla Cervione
- Cola di coniglio
- Colla di pesce

### Les coles en castellà
- Cola animal
- Cola fuerte.[15]
- Cola de vejiga[16]
- Cola de pescado
- Cola de piel
- Cola de conejo[17]
- Cola de huesos
- Cola de Colonia.[18]

## Varietats

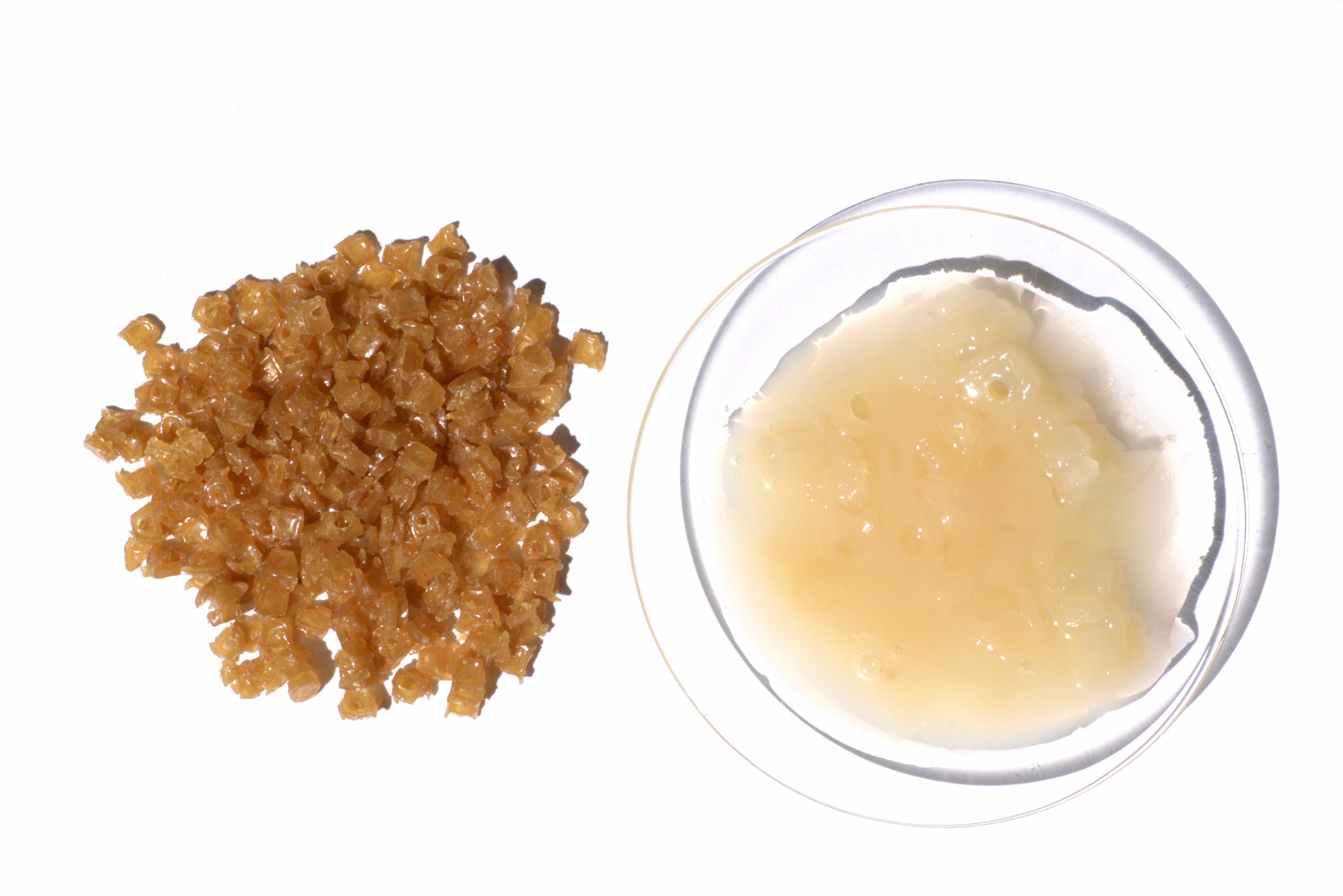
Cola de conill. Esquerra: granulada. Dreta: Hidratada, parcialment dissolta.

Al llarg del temps hi ha hagut moltes varietats de cola animal. Algunes només eren d'ús local (amb denominacions particulars) i altres s'exportaven i empraven arreu del món.
L'aparició dels adhesius sintètics ha fet desaparèixer la majoria de coles animals. Algunes menes de cola tradicionals se segueixen usant. En lutieria, per exemple.

### Cola de peix oictiocol·la
Com el seu nom indica es confecciona a base de peix, diuen que la millor és la feta amb la bufeta natatòria de l'esturió.
Per al seu ús es dissol en aigua calenta, preparant-se en petites quantitats. Es presenta en pols o escates.

### Cola de conill
S'obté de despulles d'aquest animal, principalment de les pells. És barata i de bona qualitat, encara que no cristaliza tant com la de peix.

### Cola forta
Molt adequada per als instruments musicals. S'obté barrejant cola de conill amb resines.

### Cola de Flandes
Feta amb parts de cabra i ovella.

## Usos tradicionals
Les diferents coles animals han estat emprades per a funcions diverses. El seu ús principal ha estat com a adhesiu entre diversos materials.

### Fabricació d'armes
A més de ser emprades per a enganxar algunes peces de diverses armes, les coles animals constituïen un dels components més importants en la fabricació d'arcs compostos, tan dels manuals com dels arcs de ballesta.
- Els nadius americans usaven la cola animal per a fabricar arcs[28] i escuts.[29]

### Fabricació de mobles
Molts dels mobles tradicionals, de diverses cultures i en diverses èpoques, estaven fets a partir de peces encolades amb cola animal. Cola de fusters i ebenistes.

### Fabricació d'instruments musicals
- Els fabricants d'instruments de corda (violers, guitarrers, llauders...) des dels inicis feien servir coles animals per a unir les diverses peces dels seus instruments.

Un dels avantatges és la reversibilitat que permet aquesta mena d'adhesiu. Amb calor i humitat és possible desencolar una unió per a restaurar una part trencada o esquerdada.
Un altre avantatge és la rigidesa de la cola animal que evita pèrdues en la transmissió de les vibracions sonores. Moltes coles modernes són elàstiques (elàstiques en sentit coloquial) i "gomoses", i farien perdre potència sonora i color a l'instrument.
- Els fabricants d'acordions i similars, empren cola de conill per a enganxar la manxa. Així la poden desenganxar fàcilment en cas de necessitat, per a fer una reparació.

### Relligament de llibres
Alguns dels sistemes tradicionals d'enquadernació de llibres usaven diverses menes de coles animals.

### Dauradors
Una de les coles tradicionals per a enganxar els pans d'or, en l'operació de daurar peces per part dels dauradors, era la cola de peix.

### Pintura
En la preparació de les teles per a pintura a l'oli, la cola de conill s'usava (i encara s'usa) per a pintar o impregnar la tela de canemàs primer que cap altra operació. La cola de conill tensava la tela i la protegia de l'acció potencialment destructora de l'oli de llinosa, que atacava les fibres de cànem.

### Farmàcia

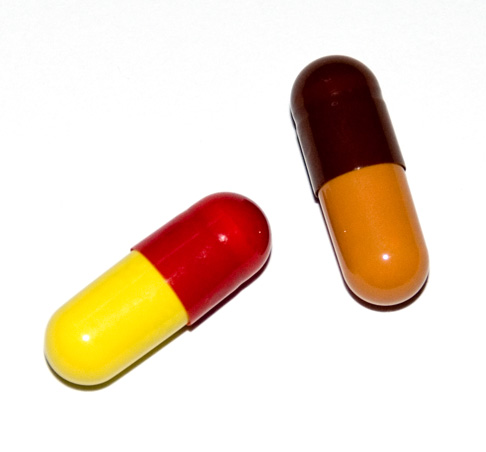
Càpsules fetes de gelatina.

Algunes gelatines s'empraven en la farmacopea tradicional. Els usos moderns es limiten a la fabricació de càpsules com a contenidors de substàncies farmacèutiques que cal administrar per via oral.

### Alimentació i gastronomia
Algunes varietats de cola, seguint processos adequats i les normes higièniques exigides per la llei, són usades en algunes receptes culinàries en forma de gelatina.

### Enologia
La cola de peix és un clarificant per al vi.

## Supersticions
- Les coles fetes a partir dels animals més forts o més vells, eren més fortes.
- Fregar amb all les superfícies a unir feia unions més fortes.
  - Aquesta suposada superstició podria tenir una base científica. Sembla que l'all podria formar compostos, anomenats quelats, que millorarien la unió "cola-superfície a unir". Provocant unions més fortes.

## Curiositats

### Cola d'ase
Els xinesos manufacturaven una cola anomenada “O-kiau”, a partir de pells de bou, banyes de cérvol i pells de rucs negres. L'aigua usada en el procés era d'un pou que, suposadament, tenia propietats especials. L'autor de l'obra de referència suposa que devia tractar-se d'una aigua semblant a la de Barèges a França.

### Cola irlandesa
Els irlandesos feien cola dels cartílags dels bous. Deien que la millor era la feta a partir de les orelles i els tendons.

### Cola de conill especial
Un dels invents de Narcís Monturiol fou una cola animal derivada dels conills.